# Sandra Lyng
Sandra Lyng Haugen (Mosjøen, 18 aprile 1987) è una cantante norvegese.

## Biografia
Sandra Lyng è salita alla ribalta nel 2004 con la sua partecipazione alla seconda edizione del talent show di TV 2 Idol, dove è arrivata 4ª. L'anno successivo ha pubblicato il suo album di debutto Døgnvill, che ha raggiunto la 10ª posizione nella classifica norvegese. Il disco, che ha venduto 17 000 copie a livello nazionale, è stato preceduto dal singolo I morgen, che ha scalato la classifica fino ad arrivare al 2º posto, rimanendo in top twenty per quattro mesi.
Fino al 2010 la cantante è rimasta in Norvegia, partecipando a tournée musicali e a reality show e programmi televisivi, per poi viaggiare per un lungo periodo fra Stati Uniti e Brasile. È tornata a pubblicare musica nel 2013. I suoi singoli di maggiore successo da allora sono stati Play My Drum, che ha conquistato il 2º posto in classifica in Norvegia e il 70º in Francia, e Night After Night, che è arrivato al 9º posto in madrepatria. I due singoli hanno venduto più di 80 000 copie a livello nazionale ciascuno, ottenendo entrambi due dischi di platino dalla IFPI Norge. Inoltre, Moonrise è disco di platino (40 000 copie) e Don't Care è disco d'oro (20.000 vendite). Dal 2015 al 2017 la cantante ha partecipato alla tournée estiva VGs Sommershow.

## Discografia

### Album in studio
- 2005 – Døgnvill

### EP
- 2014 – LA-Files
- 2023 – Jul i nord

### Singoli
- 2004 – Våkne nå
- 2004 – Sommerflørt (con Philip)
- 2005 – I morgen
- 2005 – Sommerminner
- 2013 – Prtey
- 2014 – Don't Care
- 2014 – Electric City
- 2014 – Sommerflørt 2 (feat. Kaveh & Arshad Maimouni)
- 2015 – Heels Off
- 2015 – Play My Drum
- 2015 – Night After Night
- 2016 – Blue
- 2016 – Moonrise
- 2016 – LiQR
- 2016 – Hiding
- 2017 – Ta me dit
- 2017 – Bungalow (feat. Temur)
- 2017 – Fall
- 2017 – Når julen kommer (con Vidar Villa)
- 2019 – Julefantasi
- 2020 – Det bli bra igjen
- 2020 – Kvitt flagg
- 2020 – En stjerne skinner i natt (con Kim Wigaard)
- 2021 – Hug
- 2022 – Har du plass? (con Halva Priset)
- 2023 – Drøm d bort
- 2023 – Siste kveld (con Staysman)
- 2023 – Bygda vår
- 2023 – Dum i haue (con gli Hagle)
- 2024 – Sommer og skolefri (con Han Helge & Han Håkon)
- 2024 – De gærne har det godt (con i Rolffa)
- 2024 – Sterk for d (con Sander)
- 2024 – Raggarnissen (con gli Hagle e Staysman)
- 2025 – Jentekveld (con Carina Dahl)

#### Come artista ospite
- 2020 – Jag älskar dig (Jeg elsker deg (Axel Schylström feat. Sandra Lyng)